# Liste der brasilianischen Botschafter in den Vereinigten Staaten

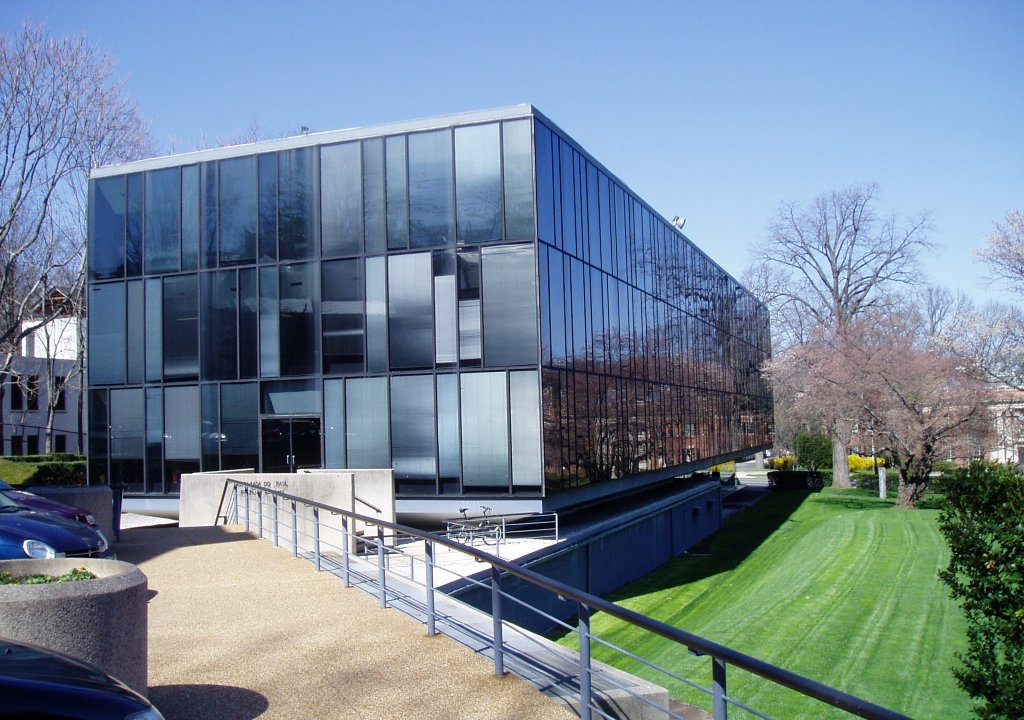
Die Brasilianische Botschaft in 3006 Massachusetts Avenue, NW Washington, D.C. (1971, Architekt Olav Redig de Campos)

Mit dem Agreement für José Silvestre Rebello am 1. Januar 1824 erkannte die Regierung Monroe als erste, die Regierung von Peter I. als unabhängig von der Regierung Johann VI. an. 1905 wurde die Gesandtschaft zur Botschaft aufgewertet. 1934 wurde das Anwesen des McCormick House in der Massachusetts Avenue als Botschaftssitz erworben.

## Botschafter
| Ernannt / Akkreditiert | Name                                              | Bemerkungen                                                                 | ernannt von                          | akkreditiert bei       | Posten verlassen |
| ---------------------- | ------------------------------------------------- | --------------------------------------------------------------------------- | ------------------------------------ | ---------------------- | ---------------- |
| 26. Mai 1824           | José Silvestre Rebello                            | Geschäftsträger                                                             | Peter I.                             | James Monroe           | 10. Aug. 1829    |
| 11. Aug. 1829          | José de Araújo Ribeiro                            | Geschäftsträger                                                             | Peter I.                             | Andrew Jackson         | 14. Feb. 1833    |
| 30. Dez. 1833          | José Francisco de Paula Cavalcante de Albuquerque | Geschäftsträger                                                             | Peter II.                            | Andrew Jackson         | 22. Juli 1838    |
| 23. Juli 1838          | Ernesto Ferreira França                           | Ministerresident                                                            | Peter II.                            | Martin Van Buren       | 28. Okt. 1839    |
| 17. März 1840          | Pedro Rodrigues Fernandes Chaves                  | Geschäftsträger                                                             | Peter II.                            | Martin Van Buren       | 30. Okt. 1840    |
| 29. Mai 1841           | Gaspar José Lisboa                                | Ministerresident, außerordentlicher Gesandter und Ministre plénipotentiaire | Peter II.                            | William Henry Harrison | 8. Juli 1847     |
| 12. März 1849          | Sérgio Teixeira de Macedo                         | außerordentlicher Gesandter und Ministre plénipotentiaire                   | Peter II.                            | Zachary Taylor         | 1. Juni 1851     |
| 21. Sep. 1852          | Francisco Ignácio de Carvalho Moreira             | außerordentlicher Gesandter und Ministre plénipotentiaire                   | Peter II.                            | Millard Fillmore       | 31. Juli 1855    |
| 29. Mai 1856           | José Francisco de Paula Cavalcante de Albuquerque | außerordentlicher Gesandter und Ministre plénipotentiaire                   | Peter II.                            | Franklin Pierce        | 25. Aug. 1858    |
| 3. Okt. 1859           | Miguel Maria Lisboa                               | außerordentlicher Gesandter und Ministre plénipotentiaire                   | Peter II.                            | James Buchanan         | 27. Apr. 1864    |
| 23. Sep. 1865          | Joaquim Maria Nascentes de Azambuja               | außerordentlicher Gesandter und Ministre plénipotentiaire                   | Peter II.                            | Andrew Johnson         | 17. Mai 1867     |
| 5. Juli 1867           | Domingos José Gonçalves de Magalhães              | außerordentlicher Gesandter und Ministre plénipotentiaire                   | Peter II.                            | Andrew Johnson         | 13. Okt. 1870    |
| 9. Okt. 1871           | Antônio Pedro de Carvalho Borges                  | außerordentlicher Gesandter und Ministre plénipotentiaire                   | Peter II.                            | Ulysses S. Grant       | 7. Dez. 1880     |
| 1875                   | Felipe Lopes Neto                                 | Geschäftsträger                                                             | Peter II.                            | Ulysses S. Grant       |                  |
| 24. Okt. 1882          | Felippe Lopes Neto                                | außerordentlicher Gesandter und Ministre plénipotentiaire                   | Peter II.                            | James A. Garfield      | 14. Aug. 1883    |
| 15. Aug. 1883          | José Gurgel do Amaral Valente                     | Geschäftsträger                                                             | Peter II.                            | James A. Garfield      | 8. Dez. 1885     |
| 9. Dez. 1885           | Marcos Antônio de Araújo e Abreu                  | außerordentlicher Gesandter und Ministre plénipotentiaire                   |                                      | Grover Cleveland       | 16. Mai 1888     |
| 10. Nov. 1889          | José Gurgel do Amaral Valente                     | außerordentlicher Gesandter und Ministre plénipotentiaire                   | Manuel Deodoro da Fonseca            | Benjamin Harrison      | 21. Jan. 1891    |
| 22. Jan. 1891          | Salvador Furtado de Mendonça Drummond             | außerordentlicher Gesandter und Ministre plénipotentiaire                   | Floriano Peixoto                     | Benjamin Harrison      | 17. Mai 1898     |
| 6. Juni 1898           | Joaquim Francisco de Assis do Brasil              | außerordentlicher Gesandter und Ministre plénipotentiaire                   | Manuel Ferraz de Campos Sales        | William McKinley       | 22. Apr. 1903    |
| 28. Dez. 1904          | Alfredo de Moraes Gomes Ferreira                  | außerordentlicher Gesandter und Ministre plénipotentiaire                   | Francisco de Paula Rodrigues Alves   | Theodore Roosevelt     | 23. Mai 1905     |
| 24. Mai 1905           | Joaquim Nabuco                                    | Botschafter, starb im Amt                                                   | Francisco de Paula Rodrigues Alves   | Theodore Roosevelt     | 17. Jan. 1910    |
| 1910                   | Epaminondas Leite Chermont                        | Geschäftsträger                                                             | Hermes Rodrigues da Fonseca          | William Howard Taft    |                  |
| 1910                   | Rinaldo de Lima e Silva                           | Geschäftsträger                                                             | Hermes Rodrigues da Fonseca          | William Howard Taft    | 1911             |
| 1910                   | Epaminondas Leite Chermont                        | Geschäftsträger                                                             | Hermes Rodrigues da Fonseca          | William Howard Taft    |                  |
| 11. Juni 1911          | Dominicio da Gama                                 | Botschafter                                                                 | Hermes Rodrigues da Fonseca          | William Howard Taft    | 22. Okt. 1918    |
| 1911                   | Alberto Jorge de Ipanema Moreira                  | Geschäftsträger                                                             | Hermes Rodrigues da Fonseca          | William Howard Taft    |                  |
| 2. März 1920           | Augusto Cochrane de Alencar                       | Botschafter                                                                 | Epitácio da Silva Pessoa             | Woodrow Wilson         | 5. März 1925     |
| 26. Mai 1920           | Augusto Cochrane de Alencar                       | Botschafter                                                                 | Epitácio da Silva Pessoa             | Woodrow Wilson         | 5. März 1924     |
| 9. Juni 1925           | Silvino Gurgel do Amaral                          | Botschafter                                                                 | Artur da Silva Bernardes             | Calvin Coolidge        | 12. Apr. 1931    |
| 1925                   | Samuel de Souza Gracie                            | Geschäftsträger                                                             | Artur da Silva Bernardes             | Calvin Coolidge        |                  |
| 24. Apr. 1931          | Rinaldo de Lima e Silva                           | Botschafter                                                                 | Getúlio Vargas                       | Herbert Hoover         | 16. Mai 1934     |
| 2. Okt. 1934           | Oswaldo Aranha                                    | Botschafter                                                                 | Getúlio Vargas                       | Franklin D. Roosevelt  | 11. Dez. 1937    |
| 1934                   | Hildebrando Pompeu Pinto Accioly                  | Geschäftsträger                                                             | Getúlio Vargas                       | Franklin D. Roosevelt  | 28. Okt. 1951    |
| 1934                   | Ciro de Freitas Vale                              | Geschäftsträger                                                             | Getúlio Vargas                       | Franklin D. Roosevelt  | 1937             |
| 1937                   | Fernando Lobo                                     | Geschäftsträger Vater von Carlos Fernando Leckíe Lobo                       | Getúlio Vargas                       | Franklin D. Roosevelt  | 1938             |
| 1937                   | Alberto Jorge de Ipanema Moreira                  | Geschäftsträger                                                             | Getúlio Vargas                       | Franklin D. Roosevelt  | 1938             |
| 28. Apr. 1938          | Mário de Pimentel Brandão                         | Botschafter                                                                 | Getúlio Vargas                       | Franklin D. Roosevelt  | 3. Jan. 1939     |
| 8. März 1939           | Carlos Martins Pereira e Souza                    | Botschafter                                                                 | Getúlio Vargas                       | Franklin D. Roosevelt  | 20. Apr. 1948    |
| 1939                   | Mário da Costa Guimarães                          | Geschäftsträger                                                             | Getúlio Vargas                       | Franklin D. Roosevelt  |                  |
| 1. Juni 1948           | Maurício Nabuco                                   | Botschafter                                                                 | Eurico Gaspar Dutra                  | Harry S. Truman        | 28. Okt. 1951    |
| 1948                   | Octávio do Nascimento Brito                       | Geschäftsträger                                                             | Eurico Gaspar Dutra                  | Harry S. Truman        |                  |
| 1951                   | Afrânio de Mello Franco Filho                     | Geschäftsträger                                                             | Getúlio Dornelles Vargas             | Harry S. Truman        | 1952             |
| 12. Juni 1952          | Walther Moreira Salles                            | Botschafter                                                                 | Getúlio Dornelles Vargas             | Harry S. Truman        | 18. Aug. 1953    |
| 20. Okt. 1953          | João Carlos Muniz                                 | Botschafter                                                                 | Getúlio Dornelles Vargas             | Dwight D. Eisenhower   | 12. Juli 1956    |
| 1953                   | Sylvio Ribeiro de Carvalho                        | Geschäftsträger                                                             | Getúlio Dornelles Vargas             | Dwight D. Eisenhower   | 1961             |
| 18. Juli 1956          | Ernâni do Amaral Peixoto                          | Botschafter                                                                 | Juscelino Kubitschek                 | Dwight D. Eisenhower   | 18. Mai 1959     |
| 1956                   | Adolpho de Camargo Neves                          | Geschäftsträger                                                             | Juscelino Kubitschek                 | Dwight D. Eisenhower   | 17. Jan. 1964    |
| 17. Juli 1958          | Ernâni do Amaral Peixoto                          |                                                                             | Juscelino Kubitschek                 | Dwight D. Eisenhower   | 18. Mai 1959     |
| 23. Juli 1959          | Walther Moreira Salles                            |                                                                             | Juscelino Kubitschek                 | Dwight D. Eisenhower   | 16. Feb. 1961    |
| 1959                   | Maury Gurgel Valente                              | Geschäftsträger                                                             | Juscelino Kubitschek                 | Dwight D. Eisenhower   |                  |
| 1959                   | Henrique Rodrigues Valle                          | Geschäftsträger                                                             | Juscelino Kubitschek                 | Dwight D. Eisenhower   | 7. Okt. 1965     |
| 1960                   | Carlos Alfredo Bernardes                          | Geschäftsträger                                                             | Juscelino Kubitschek                 | Dwight D. Eisenhower   | 1961             |
| 6. Okt. 1961           | Roberto Campos                                    |                                                                             | Jânio Quadros                        | John F. Kennedy        | 17. Jan. 1964    |
| 18. Okt. 1961          | Roberto de Oliveira Campos                        |                                                                             | Jânio Quadros                        | John F. Kennedy        | 17. Jan. 1964    |
| 1961                   | Carlos Alberto Muniz Gordilho                     | Geschäftsträger                                                             | Jânio Quadros                        | John F. Kennedy        |                  |
| 26. Juni 1964          | Juracy Magalhães                                  |                                                                             | Pascoal Ranieri Mazzilli             | Lyndon B. Johnson      | 7. Okt. 1965     |
| 9. Juli 1964           | Juracy Montenegro Magalhães                       |                                                                             | Pascoal Ranieri Mazzilli             | Lyndon B. Johnson      | 6. Okt. 1965     |
| 1964                   | Jorge de Carvalho e Silva                         | Geschäftsträger                                                             | Pascoal Ranieri Mazzilli             | Lyndon B. Johnson      |                  |
| 2. Feb. 1966           | Vasco Tristão Leitão da Cunha                     |                                                                             | Humberto Castelo Branco              | Lyndon B. Johnson      | 29. Juni 1968    |
| 1968                   | Jorge de Sá Almeida                               | Geschäftsträger                                                             | Artur da Costa e Silva               | Lyndon B. Johnson      | 1969             |
| 21. Feb. 1969          | Mário Gibson Barbosa                              |                                                                             | Aurélio de Lira Tavares              | Richard Nixon          | 17. Okt. 1969    |
| 1969                   | Celso Diniz                                       | Geschäftsträger                                                             | Aurélio de Lira Tavares              | Richard Nixon          | 1970             |
| 20. Feb. 1970          | Mozart Gurgel Valente Júnior                      |                                                                             | Aurélio de Lira Tavares              | Richard Nixon          | 19. Dez. 1970    |
| 1970                   | Celso Diniz                                       | Geschäftsträger                                                             | Aurélio de Lira Tavares              | Richard Nixon          | 1971             |
| 18. Mai 1971           | João Augusto de Araújo Castro                     |                                                                             | Aurélio de Lira Tavares              | Richard Nixon          | 9. Dez. 1975     |
| 10. Juni 1976          | João Batista Pinheiro                             |                                                                             | Ernesto Geisel                       | Gerald Ford            | 9. Juni 1979     |
| 24. Juli 1979          | Antônio Francisco Azeredo da Silveira             |                                                                             | João Baptista de Oliveira Figueiredo | Jimmy Carter           | 1. Aug. 1983     |
| 5. Sep. 1983           | Sérgio Corrêa da Costa                            |                                                                             | João Baptista de Oliveira Figueiredo | Ronald Reagan          | 1. Nov. 1986     |
| 23. Nov. 1986          | Marcílio Marques Moreira                          |                                                                             | José Sarney                          | Ronald Reagan          | 24. Aug. 1991    |
| 25. Aug. 1991          | Rubens Ricupero                                   |                                                                             | Fernando Collor de Mello             | George H. W. Bush      | 11. Aug. 1993    |
| 12. Nov. 1993          | Paulo Tarso Flecha de Lima                        |                                                                             | Itamar Franco                        | Bill Clinton           | 26. Mai 1999     |
| 8. Juni 1999           | Rubens Antonio Barbosa                            |                                                                             | Fernando Henrique Cardoso            | Bill Clinton           | 31. März 2004    |
| 3. Apr. 2004           | Roberto Abdenur                                   |                                                                             | Luiz Inácio Lula da Silva            | George W. Bush         |                  |
| 2007                   | Antônio de Aguiar Patriota                        |                                                                             | Luiz Inácio Lula da Silva            | George W. Bush         | 2009             |
| Okt. 2009              | Mauro Vieira                                      |                                                                             | Luiz Inácio Lula da Silva            | George W. Bush         | 2007             |
| 1. Jan. 2015           | Luiz Alberto Figueiredo                           |                                                                             | Dilma Rousseff                       | Barack Obama           | August 2016      |
| 16. Aug. 2016          | Sérgio Silva do Amaral                            |                                                                             | Michel Temer                         | Barack Obama           | Juni 2019        |
| 3. Juni 2019           | Nestor Forster Jr.                                |                                                                             | Jair Bolsonaro                       | Donald Trump           | Juni 2023        |
| 30. Juni 2023          | Maria Luiza Ribeiro Viotti                        |                                                                             | Luiz Inácio Lula da Silva            | Joe Biden              |                  |